# Eutrichota inornata
Eutrichota inornata är en tvåvingeart som först beskrevs av Friedrich Hermann Loew 1873.  Eutrichota inornata ingår i släktet Eutrichota och familjen blomsterflugor. Inga underarter finns listade i Catalogue of Life.